# Can Gridó
Can Gridó és una obra de Sant Joan les Fonts (Garrotxa) inclosa a l'Inventari del Patrimoni Arquitectònic de Catalunya.

## Descripció
És un gran casal de planta rectangular i teulat a dues aigües amb els vessants vers les façanes principals. Els murs estan estucats, llevat dels cantoners que són carreus de pedra molt ben tallada. Disposa de planta baixa, amb àmplia porxada de quatre arcs rebaixats; una part està ocupada per l'habitatge dels masovers i la resta de cambres són utilitzades per guardar la llenya i altres taques. La porxada esmentada es converteix, a la planta noble, en una galeria, amb quatre portes d'accés. La distribució d'aquesta planta es fa gràcies a un menjador central on hi ha diverses portes que donen accés a la cuina i les cambres. El segon pis disposa de balcó central amb dues portes d'accés i dues finestres per banda. Les golfes estan ventilades per dos ulls, entre els quals hi ha un bonic rellotge de sol.